# برگ‌بویی هرازی
برگ‌بویی هرازی (نام علمی: Daphne rechberger) نام یک گونه از سرده دافنه است.